# Viktor Rasmussen
Viktor Kristoffer Rasmussen (født 10. januar 1882 i København, død 1. maj 1956 i København) var en dansk gymnast, som deltog i de olympiske mellemlege 1906 og de olympiske lege i 1908. 
Ved mellemlegene vandt han sammen med 17 andre danske deltagere sølvmedalje i holdgymnastik, I konkurrencen deltog seks hold, og vindere blev Norge med 19,00 point, mens danskerne fik 18,00 og et italiensk hold fra Pistoja/Firenze vandt bronze med 16,71 point.
Viktor Rasmussen deltog ligeledes på gymnastikholdet ved de olympiske lege to år senere. Her blev Danmark nummer fire blandt otte hold, mens Sverige, Norge og Finland tog medaljerne.